# 武装共产党
武装共产党（日语：／）是对二战前处于非法状态的日本共产党的称呼，特别是指1929年（昭和四年）7月至次年1930年（昭和五年）7月期间，采纳武装斗争方针时期的日本共产党。此称呼不是正式名称，现今的日本共产党在党史记述中并不采用这一称呼。当时的日本共产党中央委员包括田中清玄、佐野博、前纳善四郎。